# Oskar Trautmann
Oskar Paul Trautmann (* 7. Mai 1877 in Stradow; † 10. Dezember 1950 in Berlin) war ein deutscher Diplomat, tätig als Botschafter und Publizist.

## Leben
Oskar Trautmann wurde als Sohn des Rittergutpächters Friedrich Trautmann und dessen Ehefrau Elise, geborene Mielenz, in der Niederlausitz geboren. Die religiöse Orientierung in seinem Elternhaus war evangelisch. In Spremberg und Cottbus besuchte er das Realgymnasium und legte das Abitur zu Ostern 1895 am Friedrich-Wilhelm-Gymnasium in Cottbus ab. Nach seinem Jurastudium an den Universitäten in Halle/Saale und Berlin wurde er, nach dem Referendarexamen im März 1899, in den preußischen Justizdienst aufgenommen. Das obligatorische Assessorenexamen legte er im November 1903 ab und nahm daraufhin eine informatorische Beschäftigung bei der Stadtverwaltung in Berlin-Rixdorf an. Während dieser Zeit bereitete er sich auf seine Promotion vor, die er am 24. August 1924 mit dem Thema Die städtische Schuldeputation in Preussen und die Ministerialinstruktion vom 26. Juni 1811. als Dr. jur. abschloss.

## Im Auswärtigen Amt
Noch am gleichen Tag erfolgte Oskar Trautmanns Einberufung in den Auswärtigen Dienst. Er begann hier eine konsularische Laufbahn, die er am 31. August im Auswärtigen Amt in Berlin in der Abteilung III. (Recht) antrat. Sein erster Auslandseinsatz führte ihn im Juni 1905 an das Generalkonsulat in Sankt Petersburg. Im Juli 1905 wurde ihm der Charakter als Vizekonsul verliehen und diese Tätigkeit endete am 13. Mai 1906. Anschließend schloss sich eine kommissarische Beschäftigung, erneut in der Abteilung III an. Hier war er mit an der Vorbereitung der II. Haager Friedenskonferenz beteiligt, an der er auch dann in der Zeit von Juni 1906 bis Oktober 1907 als Mitglied der deutschen Delegation teilnahm. Anschließend war für ihn ein weiterer Einsatz im Generalkonsulat vorgesehen, den er auch am 11. Januar 1908 in Sankt Petersburg antrat. In dieser Zeit wurden ihm mehrfach die kommissarische Leitung vor Ort und eine kommissarische Beschäftigung im Auswärtigen Amt in der Abteilungen III übertragen. Auch an der Seerechtskonferenz in London, in deren Vorbereitung er von Mai 1908 bis März 1909 einbezogen war, nahm er teil. Im Ergebnis seiner Beteiligung an beiden Konferenzen veröffentlichte er den Artikel Die Frage der Zerstörung neutraler Prisen und ihre Erörterung auf der Haager und der Londoner Konferenz. Nach diesem besonderen Ereignis wurde er am 29. April 1909 zum Vizekonsul ernannt. Nach drei Jahren endete dann im Oktober 1911 seine Einsatzzeit in Sankt Petersburg. Er kehrte nach Deutschland zurück und wechselte im Oktober 1911 im Auswärtigen Amt in die Abteilung IC (Konsulate). Von hier wurde er im Oktober des Folgejahres kurzzeitig zur kommissarischen Leitung des Generalkonsulats nach Zürich gerufen. Nach seiner Rückkehr aus der Schweiz gehörte er ab 24. Dezember 1912 zu den ständigen Hilfsarbeitern im Auswärtigen Amt. Am 11. Februar 1913 erhielt Trautmann den Charakter eines Legationsrates.
Mit Beginn des Ersten Weltkrieges wurde Oskar Trautmann im Auswärtigen Amt zuerst kurzzeitig in der Zensurstelle, dann ab November in der Abteilung IA (Politik) im Bereich Presseangelegenheiten und ab Januar 1915 in der Abteilung IV, im Referat Skandinavien und Russland, eingesetzt. Hier entstand 1916, auch aus seinen gesammelten Erfahrungen in Sankt Petersburg, die Publikation „Die russische Staatsidee“. Seit Januar 1918 war er dann wechselseitig in der Abteilung IA und zeitweilig zur Vertretung des Auswärtigen Amtes bei den deutschen Waffenstillstandsverhandlungen in Spa tätig. Im Juli wurde er Wirklicher Legationsrat und Vortragender Rat und es erschien eine weitere Publikation von ihm mit dem Titel „Der Völkerbund“.
Nahtlos erfolgte die Übernahme von Oskar Trautmann in das Auswärtige Amt der Weimarer Republik. Ab Februar 1920 wechselte er wieder in die Abteilung IV und erhielt die Leitungsverantwortung für die Unterabteilung Skandinavien übertragen. Bei den Friedensverhandlungen in Spa als Pressereferent der Abteilung P (Presse) eingesetzt übernahm er ab Ende September 1920 die Leitung für das Referat I (Innere Politik und innere Presse). Ähnlich wechselvoll ging es 1921 zu, wo er ab Mai kommissarisch die Leitung der Abteilung IX (Kultur) innehatte und sich ab Sommer bereits auf seinen nächsten Auslandseinsatz am Generalkonsul in Kōbe vorbereitete. Anfang des kommenden Jahres reiste er nach Japan und trat die Geschäfte in Kobe am 1. März 1922 an. In dieser Zeit entstand seine Publikation „Diplomatie. Diplomatische Organisationen“ für das Politische Handwörterbuch. Im Oktober des gleichen Jahres wurde er für einen Wechsel an die deutsche Botschaft in Tokio vorgeschlagen und trat dann am 10. Januar 1923 diese zur Wahrnehmung der Geschäfte des Botschaftsrates an. Deutscher Botschafter und damit sein direkter Vorgesetzter war zu dieser Zeit Wilhelm Solf (1862–1936). Am 29. März 1924 wurde er dann zum Botschaftsrat ernannt. Während seines Urlaubs zum Jahresende nahm er in Berlin an den deutsch-japanischen Verhandlungen zum geplanten Handelsvertrag zwischen beiden Ländern teil. Im Juni 1925 kehrte er nach Berlin zurück und wurde erneut in der Abteilung IV, diesmal als Leiter der Unterabteilung 2 (Ostasien) mit den Befugnissen eines Dirigenten, eingesetzt. Zugleich erhielt er ab 20. September den Titel eines Vortragenden Legationsrates. Neben diesen Aufgaben war er ab Oktober 1926 zugleich für den Komplex der Abrüstungsfragen zuständig. Nach drei Jahren seines Wirkens in Berlin wurde ihm am 19. September 1928 die Leitung der Abteilung IV übertragen und er selbst im Dezember zum Ministerialdirigenten ernannt.

## In China
Der nächste Auslandseinsatz führte Oskar Trautmann 1931 nach China. Hier löste er den deutschen Diplomaten Herbert von Borch (1876–1961) ab. Am 1. Oktober erfolgte durch ihn die Geschäftsübernahme als Gesandter in Peking und am 13. Oktober überreichte er das Beglaubigungsschreiben. Bereits nach vier Jahren seiner Amtstätigkeit konnte die Gesandtschaft in Peking in eine Botschaft umgewandelt und zugleich der Amtssitz nach Nanjing verlegt werden. Trautmann residierte nun als Botschafter. Die Zeit seiner Anwesenheit in China nutzte er, natürlich neben den anstehenden dienstlichen Aufgaben auch, um seinen Interessen für die chinesische Kultur und Kunst nachzugehen. So war er Mitglied im Vorstand des Chinesisch-Deutschen Kultur- und Wirtschaftsverbandes geworden. Und ab 1936 erschienen kurz hintereinander zwei Publikationen von ihm, die sich mit der chinesischen Malerei beschäftigten und eine Ausstellung eines Teils seiner Sammlung chinesischer Gegenwartskunst am Kaiser-Wilhelm-Museum in Krefeld vorbereiteten. Doch kurze Zeit nach seinem Amtsantritt kam es zum Japanisch-Chinesischen Krieg durch den sich die Arbeitsbedingungen schwieriger gestalteten. Darüber hinaus war aber auch die damalige deutsche Ostasienpolitik sehr wankelmütig, wenig strategisch ausgerichtet und so äußerte sich Trautmann am 27. Januar 1937 gegenüber der chinesischen Regierung dazu:
„Auf einen Nenner lässt sich unsere Ostasienpolitik nicht bringen. Sie bewegt sich in Pendelschlägen mal nach der chinesischen, mal nach der japanischen Seite, und das starke Ausschlagen nach der einen Seite schafft auf der anderen Mißstimmung.“
Bei der Zuspitzung des politischen Konflikts um Nanjing versuchte er zeitweilig schlichtend einzugreifen und spielte zum Teil eine Vermittlerrolle bei den Verhandlungen zu einer möglichst gewaltfreien Übergabe der Stadt. Diese scheiterten allerdings, und am 13. Dezember 1937 kam es zum Massaker von Nanjing. Unmittelbar danach wurde er 1938 aus Nanjing abberufen und musste China am 26. Juni 1938 verlassen. Kurz nach seiner Abreise erschien dann in Berlin ein Lehrbuch unter dem Thema „Der Diplomat. Der Konsul“, was hauptsächlich für die Schulung von Personal in Wirtschaftsbereichen gedacht war, die Aktivitäten im Ausland planten. Bereits ein Jahr später, am 7. Dezember 1939, wurde er in den einstweiligen Ruhestand versetzt. Seine endgültige Pensionierung erfolgte dann Mitte 1942.

## Rückkehr nach Deutschland
Nach seiner Rückkehr und mangels aktueller Verwendung zog sich Oskar Trautmann nach 1940 immer mehr aus dem Berufsleben zurück. Er hatte mit seiner Familie Wohnsitz in Schlichow, nahe Cottbus, genommen. Dort hatten sein Vater und er bereits 1921 ein kleines Gut erworben. Und von hier aus setzte er dann hauptsächlich auch seine schriftstellerische Arbeit fort. Bereits 1940 war sein Buch „Die Sängerbrücke, Gedanken zur russischen Außenpolitik von 1870-1914“ erschienen. Weitere Publikationen, aber auch Übersetzungen aus dem Russischen folgten dann nach 1947.

## Persönliches
Am 17. Juni 1905 hatte Oskar Trautmann Hedwig Schulz geheiratet. Aus der Ehe gingen vier Kinder, zwei Töchter und zwei Söhne hervor.
Am 10. Dezember 1950 verstarb Oskar Trautmann in Schlichow bei Cottbus.

## Ehrungen
Das ehemalige Cottbusser Realgymnasium würdigte Oskar Trautmann als seinen früheren Schüler, der hier 1895 sein Abitur abgelegt hatte, mit einer kurzen biografischen Darstellung seines Wirkens auf der Website.
Im Jahre 1999 wurde in seinem letzten Wohnort die frühere Dorfstraße von Schichow in „Oskar-Trautmann-Straße“ umbenannt.

## Veröffentlichungen
Aus den Jahren 1905 bis 1947 sind zahlreiche Unterlagen und Schriftwechsel Oskar Trautmanns zu außenpolitischen Fragen, u. a. Beziehungen zur Sowjetunion, Ostasienpolitik, wirtschaftliche und politische Lage in China; Reden und Aufsätze Trautmanns; Privater Schriftwechsel; Er übersetzte auch Texte aus dem Russischen. Dazu gehören vor allem:
- Die städtische Schuldeputation in Preussen und die Ministerialinstruktion vom 26. Juni 1811. In: Archiv für öffentliches Recht, Tübingen 1905, S. 536–589. Digitalisat
- Die Frage der Zerstörung neutraler Prisen und ihre Erörterung auf der Haager und der Londoner Konferenz. In: Archiv für öffentliches Recht, Tübingen 1910, S. 513–562. Digitalisat
- „Die russische Staatsidee“ in: Preußische Jahrbücher, Nr. 163, Jahrgang 1916, S. 479ff.
- „Der Völkerbund“, Berlin 1918
- „Diplomatie. Diplomatische Organisationen“, in: Politisches Handwörterbuch, Band 1, Hrsg. Paul Herre, Leipzig, 1923, S. 445ff.
- Brief Oskar Trautmann an Hans Jonas, 30. April 1930
- „Guo jia yu lun li. Taodeman zhu“; Yang Bincheng yi. China, 1934. (Über Staat und Ethik).
- „Die chinesische Malerei. Eine Plauderei“, Berlin 1936
- „Chinesische Malerei der Gegenwart“, Publikation aus Anlass der Ausstellung im Kaiser Wilhelm Museum in Krefeld. (Aus der Sammlung des Botschafters Dr. Oskar Trautmann), Nanking, September/Oktober 1937
- Der Diplomat, Der Konsul. Lehrmittelzentrale der DAF. Berlin 1938.
- Die Sängerbrücke. Gedanken zur russischen Außenpolitik von 1870–1914. Union, Stuttgart 1940.
- Der Mensch in der Zeit. Ein Breviarium. Union, Stuttgart 1947.
- „Ignatij Julianovic Krackovskij: Über arabische Handschriften gebeugt. Erinnerungen an Bücher und Menschen“ (Übersetzung aus dem Russischen), Leipzig 1949
- Die Wiederkehr Gottes. Ein literarischer Versuch über das Verhältnis des modernen Menschen zur Religion. Koehler, Stuttgart 1949